# Ceas de buzunar

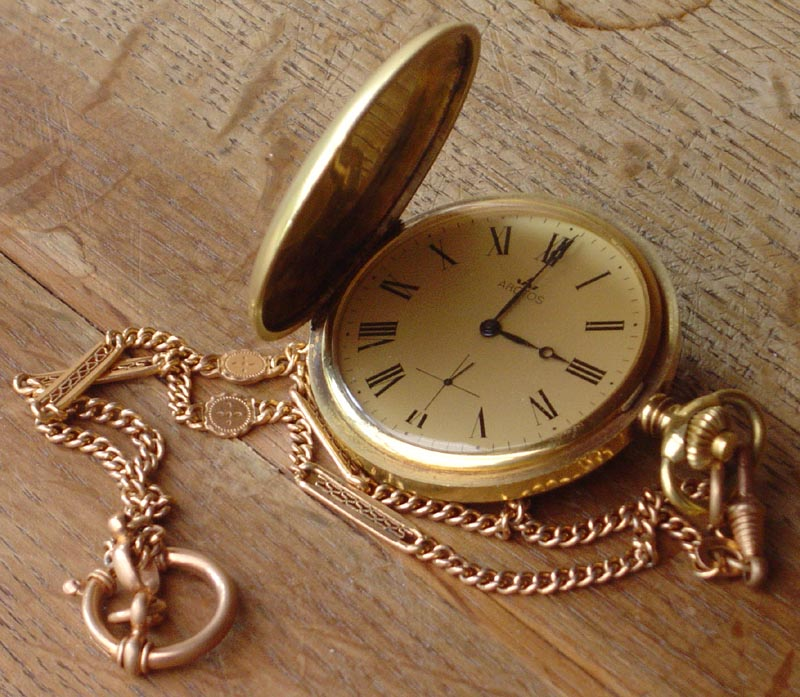

Ceasul de buzunar este un ceas care este făcut să fie purtat într-un buzunar, spre deosebire de un ceas de mână, care este legat la încheietura mâinii. În secolul  al XVII-lea era un accesoriu răspândit în Europa. Ceasurile de buzunar au fost popularizate de Charles al II-lea din Anglia, care a fost unul dintre primii care a început să-și atașeze ceasul la buzunarul vestei.
Intrând puțin în istorie, denumirea „ceas de buzunar” a fost menționată pentru prima oară în noiembrie 1462 într-o scrisoare trimisă de ceasornicarul italian Bartolomeo Manfredi către Federico Gonzaga, marchiz de Mantua. Primul ceas de buzunar a fost realizat de către Taqi al-Din în anul 1556,  

## Evoluția mecanismelor
În  anul 1502,  Peter Henlein, a inventat un ceas de buzunar numit „oul de Niirnberg". Mecanismul de funcționare era  cel al arcurilor încordate.
În anul 1658 Robert Hooke  a descoperit arcului spiral pentru ceasuri. 
În 1674 Christiaan Huygens a descoperit  regulatorului cu arc spiral.
În 1676  englezul Edward Barlow a desoperit ceasul cu repetiție, care avea o cheiță într-o carcasă găurită.
Abraham Louis Breguiet Arhivat în 27 septembrie 2020, la Wayback Machine. (1747-1823) a pus în locul cheiței un buton, iar în interior un pinion fixat pe un ax, acest sistem, este strămoșul ceasului de mână.
Mecanismele de funcționare cele mai importante s-au bazat pe arcul de ceasornic reglabil inventat de Huygens, pe echipamentul cu ancoră al lui Mudge urmat în    
1725 de George Graham care  inventează   echipamentul cu cilindru și apoi în 
1748 echipamentul cu detentă creat  de Pierre le Roy (1717-1785, n. Paris), inițiatorul cronometriei moderne.

## Tipuri de ceas de buzunar
Ceasurile de buzunar sunt de diferite tipuri:
După mecanismele sonore  folosite: cu mecanism muzical sau cu sonerie, ceasuri cu mecanism de sonorizare prin clopoțel sau cu sonorizare pe două gonguri, la ore și sferturi de oră sau cu calendar, care are cadranul cu trei zone pentru marcarea orelor, minutelor, zilelor lunii și lunetă în zona orară.
După forma carcasei,  inițial a avut forma de „ou "  . Apariția balansului de precizie a impus construcția ceasurilor cu carcasă dublă. Carcasa interioară conținea ceasul și cea exterioară avea rolul de etanșare, de protejare împotriva prafului. Cele două capace (avers și revers) ușor convexe sau plate  erau confecționate din aur, argint, metal aurit, baga și realizate în tehnicile repousse, guilloche, prin gravare, cizelare sau emailare.
Decorarea a fost făcută pe carcasa exterioară. Carcasa vânătorească, o carcasă metalică solidă, a fost creată pentru a proteja împotriva șocurilor și spargerilor. Ceasurile cu astfel de carcase se purtau la vânătoare .

## Decorarea ceasurilor de buzunar
În perioada 1600-1675  se intră în epoca decorării ceasurilor de buzunar.
În jurul anului 1700 a devenit uzuală «pielea de rechin», o piele neargăsită, acoperită cu granulație verde. Carcasele erau decorate  cu scene religioase, rurale sau cu  animale..
Tehnica emailării policrome a fost perfecționată de Jean Toutin din Blois în jurul anului 1630. Familia sa era renumită prin celebrele picturi de peisaje, flori și scene religioase și a creat o școală de lucrători în email vestită în Europa.